# Schoenorchis buddleiflora
Schoenorchis buddleiflora är en orkidéart som först beskrevs av Rudolf Schlechter och Johannes Jacobus Smith, och fick sitt nu gällande namn av Johannes Jacobus Smith. Schoenorchis buddleiflora ingår i släktet Schoenorchis och familjen orkidéer. Inga underarter finns listade i Catalogue of Life.